# 체르미냐노
체르미냐노(이탈리아어: Cermignano)는 이탈리아 아브루초주 테라모도에 위치한 코무네다.